# Кучкі-Весь
Кучкі-Весь (пол. Kuczki-Wieś) — село в Польщі, у гміні Гузд Радомського повіту Мазовецького воєводства.
Населення — 236 осіб (2011).
У 1975-1998 роках село належало до Радомського воєводства.

## Демографія
Демографічна структура станом на 31 березня 2011 року:
|          | Загалом | Допрацездатний вік | Працездатний вік | Постпрацездатний вік |
| -------- | ------- | ------------------ | ---------------- | -------------------- |
| Чоловіки | 115     | 29                 | 74               | 12                   |
| Жінки    | 121     | 30                 | 67               | 24                   |
| Разом    | 236     | 59                 | 141              | 36                   |